# Phyllonorycter ribefoliae
Phyllonorycter ribefoliae là một loài bướm đêm thuộc họ Gracillariidae. Nó được tìm thấy ở Hoa Kỳ (California và Oregon).
Ấu trùng ăn các loài Ribes. Chúng ăn lá nơi chúng làm tổ.